# AWAT1
AWAT1 (англ. Acyl-CoA wax alcohol acyltransferase 1) – білок, який кодується однойменним геном, розташованим у людей на довгому плечі X-хромосоми. Довжина поліпептидного ланцюга білка становить 328 амінокислот, а молекулярна маса — 37 759.
| 10         |  | 20         |  | 30         |  | 40         |  | 50         |
| ---------- |  | ---------- |  | ---------- |  | ---------- |  | ---------- |
| MAHSKQPSHF |  | QSLMLLQWPL |  | SYLAIFWILQ |  | PLFVYLLFTS |  | LWPLPVLYFA |
| WLFLDWKTPE |  | RGGRRSAWVR |  | NWCVWTHIRD |  | YFPITILKTK |  | DLSPEHNYLM |
| GVHPHGLLTF |  | GAFCNFCTEA |  | TGFSKTFPGI |  | TPHLATLSWF |  | FKIPFVREYL |
| MAKGVCSVSQ |  | PAINYLLSHG |  | TGNLVGIVVG |  | GVGEALQSVP |  | NTTTLILQKR |
| KGFVRTALQH |  | GAHLVPTFTF |  | GETEVYDQVL |  | FHKDSRMYKF |  | QSCFRRIFGF |
| YCCVFYGQSF |  | CQGSTGLLPY |  | SRPIVTVVGE |  | PLPLPQIEKP |  | SQEMVDKYHA |
| LYMDALHKLF |  | DQHKTHYGCS |  | ETQKLFFL   |  |            |  |            |

A: Аланін

C: Цистеїн

D: Аспарагінова кислота

E: Глутамінова кислота

F: Фенілаланін

G: Гліцин

H: Гістидин

I: Ізолейцин

K: Лізин

L: Лейцин

M: Метіонін

N: Аспарагін

P: Пролін

Q: Глутамін

R: Аргінін

S: Серин

T: Треонін

V: Валін

W: Триптофан

Кодований геном білок за функціями належить до трансфераз, ацилтрансфераз. 
Задіяний у таких біологічних процесах, як метаболізм ліпідів, біосинтез ліпідів. 
Локалізований у мембрані, ендоплазматичному ретикулумі.